# Галоп Гіша
Галоп Гіша – це риторична техніка, в якій учасник дебатів намагається придушити опонента надмірною кількістю аргументів, не беручи до уваги точність чи силу цих аргументів. Термін був введений Юджині Скотт у 1994 році, яка назвала його на честь Дуейна Гіша. Скотт стверджувала, що Гіш часто використовував цю техніку, коли ставив під сумнів науковий факт еволюції. Він подібний до методу, який використовується в офіційних дебатах під назвою розтікання.

## Техніка та заходи протидії
Під час галопу Гіша учасник дебатів за короткий проміжок часу ставить перед опонентом швидку серію з безлічі хибних аргументів, напівправди та неправди, що унеможливлює для опонента спростування їх усіх у форматі формальних дебатів. На практиці кожне питання, яке висуває особа, яка користується галопом Гіша, вимагає значно більше часу на спростування або перевірку фактів, ніж на те, щоб його стверджувати. Ця техніка витрачає час опонента даремно і може поставити під сумнів здатність опонента дискутувати для аудиторії, не знайомої з технікою, особливо якщо не задіяна незалежна перевірка фактів або якщо аудиторія має обмежені знання по теми.
Як правило, важче використовувати галоп Гіша в структурованих дебатах, ніж у дебатах у вільній формі. Якщо учасник дебатів знайомий з опонентом, який, як відомо, використовує галоп Гіша, цій техніці можна протистояти, спочатку випереджаючи й спростовуючи часто використовувані аргументи опонента, перш ніж опонент матиме можливість почати галоп Гіша.